# Dig Dug: Digging Strike
Dig Dug: Digging Strike est un jeu vidéo de puzzle sorti en 2005 sur Nintendo DS. C'est un remake de Dig Dug.